# Thorsten Svensson
Thorsten Svensson   (Jonsered, 8 d'octubre de 1901 - Jonsered, 29 de juny de 1954) fou un futbolista suec, que jugava de davanter, que va competir durant la dècada de 1920.
El 1924 va prendre part en els Jocs Olímpics de París, on guanyà la medalla de bronze en la competició de futbol.
Pel que fa a clubs, defensà els colors del GAIS (1923-1928), amb qui guanyà la lliga sueca de 1924, 1925 i 1927. Amb la selecció nacional jugà 6 partits entre 1924 i 1926, en què marcà 2 gols.